# Meteorus interstitialis
Meteorus interstitialis är en stekelart som beskrevs av Charles Thomas Brues 1933. Meteorus interstitialis ingår i släktet Meteorus och familjen bracksteklar. Inga underarter finns listade i Catalogue of Life.